# Labyrint (hudební skupina)

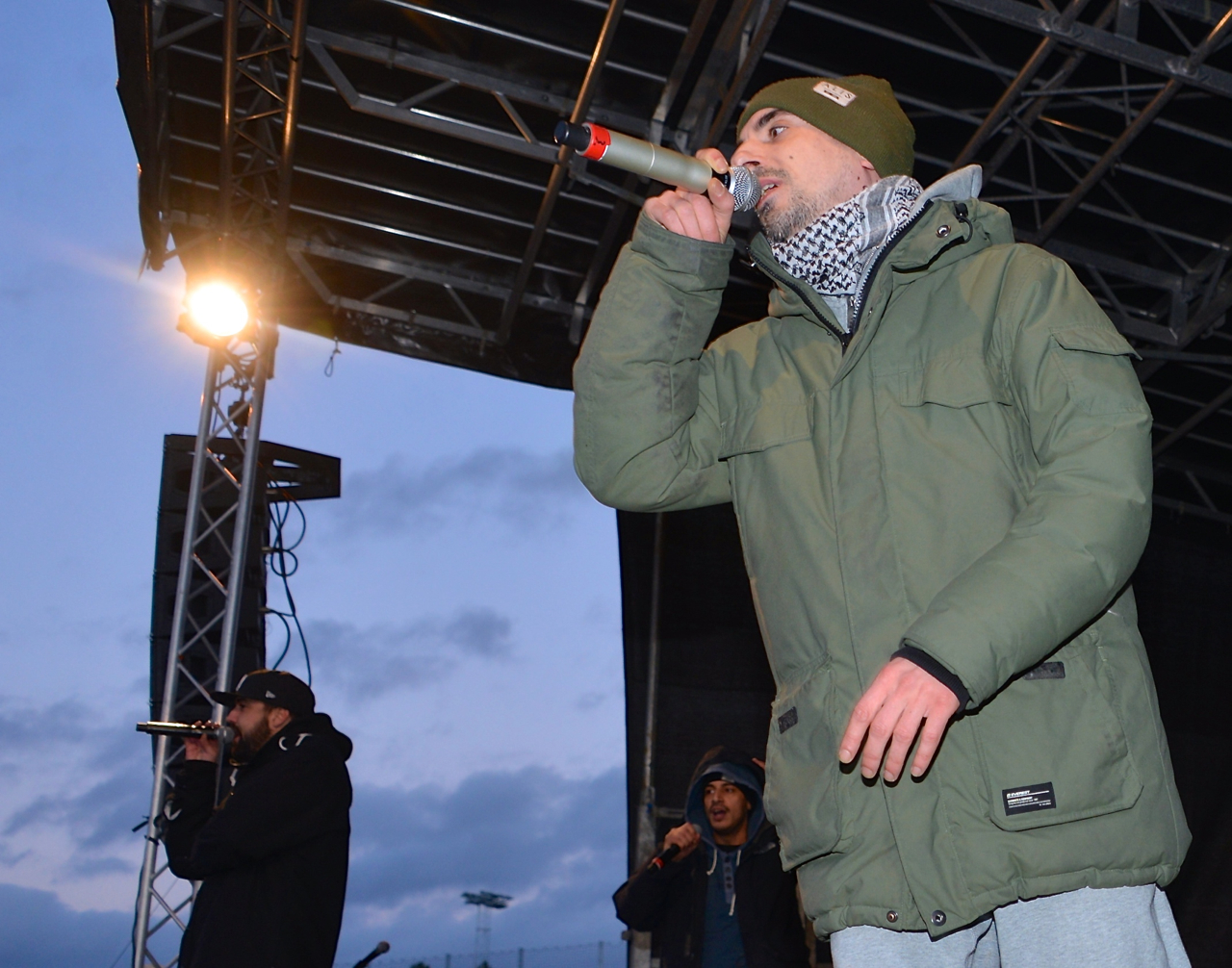
Labyrint (2013)

Labyrint je švédská hip hopová taneční skupina, která vznikla v roce 2007 ve Švédsku.
V roce 2007 se písnička „VAR Betong“ se dostala do povědomí lidí a kapela prorazila. V roce 2009 spolupracovala s Masse z The Salazar Brothers, vytvořili společně mixtape, které se stalo populární přes stažení na webových stránkách Whoa.se.
Na základě těchto úspěchů se začal zajímat o Labyrint Universal Records a přihlásil je na Label v roce 2011. Nicméně jejich start byl poznamenán zrušením od Växjö po poradě bezpečnostních orgánů ohledně užívání konopí během koncertů. To se obrátilo do veřejné debaty v médiích o drogách v hip hop kultuře.
Kapela je známá hitem Broder del 2, vydaným v roce 2012. Rap hymna, která zahrnuje Labyrint s díly jako je Briz, Ras Daniel, Rootbound Williams, Kapten Röd, Essa Cham, Syster Sol, Slag Från Hjärtat, Donny Dread, Amsie Brown, General Knas, Dani M & Chords.[ujasnit]
Skupina Labyrint v roce 2014 vydala své druhé studiové album v Universal, s názvem Garalaowit, které se stalo jejich nejprodávanějším albem.

## Členové
- Aki (Aleksi Swallow) – rapper/skladatel písní
- Jacco (Jacques Mattar) – rapper/skladatel písní
- Dajanko (Dejan Milacic) – rapper/skladatel písní
- Sai (Simon Wimmerberg) – DJ/producent